# Isola di Mabel
L'isola di Mabel (in russo: остров Мейбел, ostrov Mejbel) è un'isola russa nell'Oceano Artico che fa parte dell'arcipelago della Terra di Francesco Giuseppe.

## Geografia
L'isola di Mabel si trova nella parte occidentale della Terra di Francesco Giuseppe; ha una forma rotondeggiante, leggermente allungata in direzione nord-sud, con un'area di circa 55 km² e un'altezza massima di 356 m s.l.m. È situata 4 km circa a sud-ovest dell'isola di Bruce, separata da essa dallo stretto di Bates (пролив Бейтса, proliv Bejtsa). A sud-ovest, 500 m oltre lo stretto di Ayr (пролив Эйра, proliv Ėjra), si trova l'isola di Bell.
L'intera isola, con l'eccezione dell'estremità meridionale, è un vasto altopiano basaltico coperto da una cupola di ghiaccio che raggiunge un'altezza media di 342 m. Il ghiacciaio degrada lungo i pendii dell'isola fino a raggiungere il mare dove forma scogliere di ghiaccio alte fino a 45 m. Sono presenti nevai con tipi di neve differente e zone di nuda roccia. L'estremità meridionale è una valle rocciosa, libera dal ghiaccio, di circa 1 km di diametro.
L'isola è stata così chiamata in onore di Mabel Gardiner Hubbard, moglie dello scienziato e inventore scozzese Alexander Graham Bell.

## Isole adiacenti
- Isola di Bell (Остров Белл, ostrov Bell), a sud-ovest.
- Isola di Bruce (Остров Брюса, ostrov Brjusa), a nord-est.